# Francoska Ekvatorialna Afrika
Francoska Ekvatorialna Afrika, (franc. Afrique équatoriale française), je bila nekdanja francoska kolonija v zahodni osrednji Afriki.

## Geografija
Kolonija oz. federacija kolonij je obsegala skupno pet geografskih enot, zahodno in severno od reke Kongo do Sahare:
- Gabon,
- Osrednji Kongo, danes Zahodni Kongo,
- Oubangui-Chari ali Ubangi-Shari, danes Srednjeafriška republika,
- Čad
- Kamerun

## Zgodovina
Leta 1910 je Francija ustanovila Francosko Ekvatorialno Afriko, ki je imela upravni sedež v Brazzavillu. 
Politično gledano je bila ustanovitev del širše francoske kolonialne strategije, ki je vključevala centralizirano upravljanje in ekonomsko izkoriščanje regije.
Ko je po sklepu Društva narodov leta 1919 dobila mandat nad nekdanjo nemško kolonijo Kamerun (danes republika Kamerun), je tudi tega priključila federaciji, ki je bila oblikovana vse do leta 1934. 

### Druga svetovna vojna
Avgusta 1940 je de Gaulle poslal generala Leclerca v Francosko ekvatorialno Afriko, kjer je začel organizirati nabornike in načrtovati vojaške operacije proti italijanskim četam v Libiji. 
Pod njegovim poveljstvom se je Francoska armada, v okviru svobodnih sil, iz Francoske ekvatorialne Afrike po junaškem, približno 2400 km dolgem pohodu od Čadskega jezera do Tripolisa, tam pridružila enotam britanske 8. armade.

### Povojno obdobje do ukinitve
Po ustanovitvi Francoske skupnosti (Communauté française) (1958 - 1061) so poprej v kolonijo povezane dežele, postale republike in razglasile neodvisnost, Francoska Ekvatorialna Afrika pa je bila ukinjena. Leta 1959 so države članice ustanovile ohlapno združenje, znano kot Zveza centralnoafriških republik, ki pa je delovalo zgolj do naslednjega leta.

## Denarna valuta ter ekonomska in monetarna skupnost
Tudi po ukinitvi Francoske Ekvatorialne Afrike je v vseh petih državah naslednicah, to je Srednjeafriški republiki, Čadu, Zahodnem Kongu, Gabonu in Kamerunu, pa tudi v Ekvatorialni Gvineji, kot del kolonialne dediščine, ostala uradna valuta srednjeafriški CFA frank (XAF). To valuto izdaja Banque des États de l'Afrique Centrale (BEAC), centralna banka držav članic Ekonomske in monetarne skupnosti Centralne Afrike (CEMAC), ki je nastala v N'Djameni leta 1994 in ima sedež v Banguiju (Osrednjeafriška republika).